# Rally de Australia de 2015
El Rally de Australia de 2015, oficialmente 24. Coates Hire Rally Australia, fue la vigesimocuarta edición y la décima ronda de la temporada 2015 del Campeonato Mundial de Rally. Se celebró del 10 de julio al 13 de septiembre y contó con un itinerario de 17 tramos sobre tierra que sumaban un total de 311,36 km cronometrados. Fue también la décima ronda del campeonato de WRC 2.
Sébastien Ogier se quedó con la victoria con un tiempo de 2:59:16.4 dejando por detrás a Latvala a 12.3s y a Meeke a 32.6s.

## Itinerario
| Día    | Tramo | Nombre                        | Distancia | Ganador de la etapa               | No. | Equipo                                   | Tiempo  | Líder de la general               |
| ------ | ----- | ----------------------------- | --------- | --------------------------------- | --- | ---------------------------------------- | ------- | --------------------------------- |
| 11 Sep | SS1   | Utungun 1                     | 7.88 km   | Dani Sordo Marc Martí             | 20  | Hyundai Motorsport N                     | 4:59.4  | Dani Sordo Marc Martí             |
| 11 Sep | SS2   | Bakers Creek 1                | 16.75 km  | Dani Sordo Marc Martí             | 20  | Hyundai Motorsport N                     | 10:09.1 | Dani Sordo Marc Martí             |
| 11 Sep | SS3   | Northbank 1                   | 8.42 km   | Dani Sordo Marc Martí             | 20  | Hyundai Motorsport N                     | 5:53.6  | Dani Sordo Marc Martí             |
| 11 Sep | SS4   | Newry Long 1                  | 29.51 km  | Kris Meeke Paul Nagle             | 3   | Citroën Total Abu Dhabi World Rally Team | 16:56.7 | Kris Meeke Paul Nagle             |
| 11 Sep | SS5   | Utungun 2                     | 7.88 km   | Jari-Matti Latvala Miikka Anttila | 2   | Volkswagen Motorsport                    | 4:53.4  | Kris Meeke Paul Nagle             |
| 11 Sep | SS6   | Bakers Creek 2                | 16.75 km  | Jari-Matti Latvala Miikka Anttila | 2   | Volkswagen Motorsport                    | 9:50.8  | Kris Meeke Paul Nagle             |
| 11 Sep | SS7   | Northbank 2                   | 8.42 km   | Jari-Matti Latvala Miikka Anttila | 2   | Volkswagen Motorsport                    | 5:47.3  | Kris Meeke Paul Nagle             |
| 11 Sep | SS8   | Newry Long 2                  | 29.51 km  | Sébastien Ogier Julien Ingrassia  | 1   | Volkswagen Motorsport                    | 16:35.5 | Jari-Matti Latvala Miikka Anttila |
| 12 Sep | SS9   | Nambucca 1                    | 50.80 km  | Hayden Paddon John Kennard        | 8   | Hyundai Motorsport                       | 28:25.1 | Kris Meeke Paul Nagle             |
| 12 Sep | SS10  | Valla 1                       | 7.94 km   | Hayden Paddon John Kennard        | 8   | Hyundai Motorsport                       | 4:24.8  | Kris Meeke Paul Nagle             |
| 12 Sep | SS11  | Nambucca 2                    | 50.80 km  | Sébastien Ogier Julien Ingrassia  | 1   | Volkswagen Motorsport                    | 27:47.6 | Kris Meeke Paul Nagle             |
| 12 Sep | SS12  | Valla 2                       | 7.94 km   | Sébastien Ogier Julien Ingrassia  | 1   | Volkswagen Motorsport                    | 4:25.1  | Sébastien Ogier Julien Ingrassia  |
| 13 Sep | SS13  | Bucca Long 1                  | 21.95 km  | Sébastien Ogier Julien Ingrassia  | 1   | Volkswagen Motorsport                    | 12:29.7 | Sébastien Ogier Julien Ingrassia  |
| 13 Sep | SS14  | Wedding Bells 1               | 9.23 km   | Sébastien Ogier Julien Ingrassia  | 1   | Volkswagen Motorsport                    | 5:13.0  | Sébastien Ogier Julien Ingrassia  |
| 13 Sep | SS15  | Settles Rd                    | 6.40 km   | Sébastien Ogier Julien Ingrassia  | 1   | Volkswagen Motorsport                    | 3:06.6  | Sébastien Ogier Julien Ingrassia  |
| 13 Sep | SS16  | Bucca Long 2                  | 21.95 km  | Sébastien Ogier Julien Ingrassia  | 1   | Volkswagen Motorsport                    | 12:24.1 | Sébastien Ogier Julien Ingrassia  |
| 13 Sep | SS17  | Wedding Bells 2 (Power Stage) | 9.23 km   | Sébastien Ogier Julien Ingrassia  | 1   | Volkswagen Motorsport                    | 5:11.2  | Sébastien Ogier Julien Ingrassia  |

### Power Stage
El power stage al igual que en las anteriores carreras fue la última etapa del rally y tuvo un recorrido total de 9.23 km.
| Pos | Piloto             | Automóvil             | Tiempo | Dif. | Puntos |
| --- | ------------------ | --------------------- | ------ | ---- | ------ |
| 1   | Sébastien Ogier    | Volkswagen Polo R WRC | 5:11.2 | 0.0  | 3      |
| 2   | Jari-Matti Latvala | Volkswagen Polo R WRC | 5:12.3 | +1.1 | 2      |
| 3   | Andreas Mikkelsen  | Volkswagen Polo R WRC | 5:13.1 | +1.9 | 1      |

## Clasificación final
| 1.     | Sébastien Ogier     | Julien Ingrassia | Volkswagen Polo R WRC    | 2:59:16.4 |            | 25 + 3 |
| 2.     | Jari-Matti Latvala  | Miikka Anttila   | Volkswagen Polo R WRC    | 2:59:28.7 | +00:12.3   | 18 + 2 |
| 3.     | Kris Meeke          | Paul Nagle       | Citroën DS3 WRC          | 2:59:49.0 | +00:32.6   | 15     |
| 4.     | Andreas Mikkelsen   | Ola Flöne        | Volkswagen Polo R WRC    | 2:59:54.9 | +00:38.5   | 12 + 1 |
| 5.     | Hayden Paddon       | John Kennard     | Hyundai i20 WRC          | 3:00:11.4 | +00:55.0   | 10     |
| 6.     | Ott Tänak           | Raigo Mölder     | Ford Fiesta RS WRC       | 3:00:54.4 | +01:38.0   | 8      |
| 7.     | Thierry Neuville    | Nicolas Gilsoul  | Hyundai i20 WRC          | 3:01:24.7 | +02:08.3   | 6      |
| 8.     | Dani Sordo          | Marc Martí       | Hyundai i20 WRC          | 3:01:31.6 | +02:15.2   | 4      |
| 9.     | Elfyn Evans         | Daniel Barritt   | Ford Fiesta RS WRC       | 3:03:50.1 | +4:33.7    | 2      |
| 10.    | Nasser Al-Attiyah   | Matthieu Baumel  | Ford Fiesta RRC          | 3:11:02.9 | +11:46.5   | 1      |
| WRC 2  |                     |                  |                          |           |            |        |
| 1 (10) | Nasser Al-Attiyah   | Matthieu Baumel  | Ford Fiesta RRC          | 3:11:02.9 | 11:46.5    | 25     |
| 2 (11) | Yuriy Protasov      | Pavlo Cherepin   | Ford Fiesta RRC          | 3:11:16.4 | +12:00.0   | 18     |
| 3 (12) | Abdulaziz Al-Kuwari | Marshall Clarke  | Citroën DS3 R5           | 3:13:28.7 | +14:12.3   | 15     |
| 4 (14) | Nathan Quinn        | David Calder     | Mitsubishi Lancer Evo IX | 3:17:36.4 | +18:20.0   | 12     |
| 5 (19) | Gianluca Linari     | Nicola Arena     | Subaru Impreza STi N15   | 3:40:34.6 | +41:18.2   | 10     |
| 6 (22) | Scott Pedder        | Dale Moscatt     | Ford Fiesta R5           | 4:18:25.8 | +1:19:09.4 | 8      |